# WEC 21
WEC 21: Tapout foi um evento de artes marciais mistas promovido pelo World Extreme Cagefighting, ocorrido em  15 de junho de 2006 no San Manuel Indian Bingo and Casino em Highland, California.

## Background
O evento principal foi a luta entre Rob McCullough e Ryan Healy.

## Resultados
- Luta de Peso Pesado:  Kyle York vs.  Jason Glaza

York derrotou Glaza por nocaute técnico aos 0:46 do primeiro round round.
- Luta de Peso Meio Médio:  Mike Penalber vs.  Joe Martin

Penalber derrotou Martin por decisão dividida aos 3:00 do terceiro round.
- Luta de Peso Leve:  Rich Crunkilton vs.  Adam Lynn

Crunkilton derrotou Lynn por Finalização (mata leão) aos 1:20 do segundo round.
- Luta de Peso Meio Pesado:  Brian Stann vs.  Miguel Cosio

Stann derrotou Cosio por Nocaute Técnico aos 0:16 do primeiro round.
- Luta de Peso Pesado:  Justin Eilers vs.  Jimmy Ambriz

Eilers derrotou Ambriz por Nocaute Técnico (interrupção médica) aos 5:00 do primeiro round.
- Luta de Peso Leve:  Hermes França vs.  Brandon Olsen

Franca derrotou Olsen por Finalização (chave de braço) aos 0:40 do primeiro round.
- Luta de Peso Leve:  Nate Diaz vs.  Joe Hurley

Diaz derrotou Hurley por Finalização (triângulo) aos 2:03 do segundo round.
- Luta de Peso Leve:  Rob McCullough vs.  Ryan Healy

McCullough derrotou Healy por Nocaute Técnico (corte) aos 1:52 do primeiro round.

## Ligações Externas
- Official WEC website